# Nyctobia fusifasciata
Nyctobia fusifasciata är en fjärilsart som beskrevs av Walker 1862. Nyctobia fusifasciata ingår i släktet Nyctobia och familjen mätare. Inga underarter finns listade i Catalogue of Life.